# Vícelodní kostel

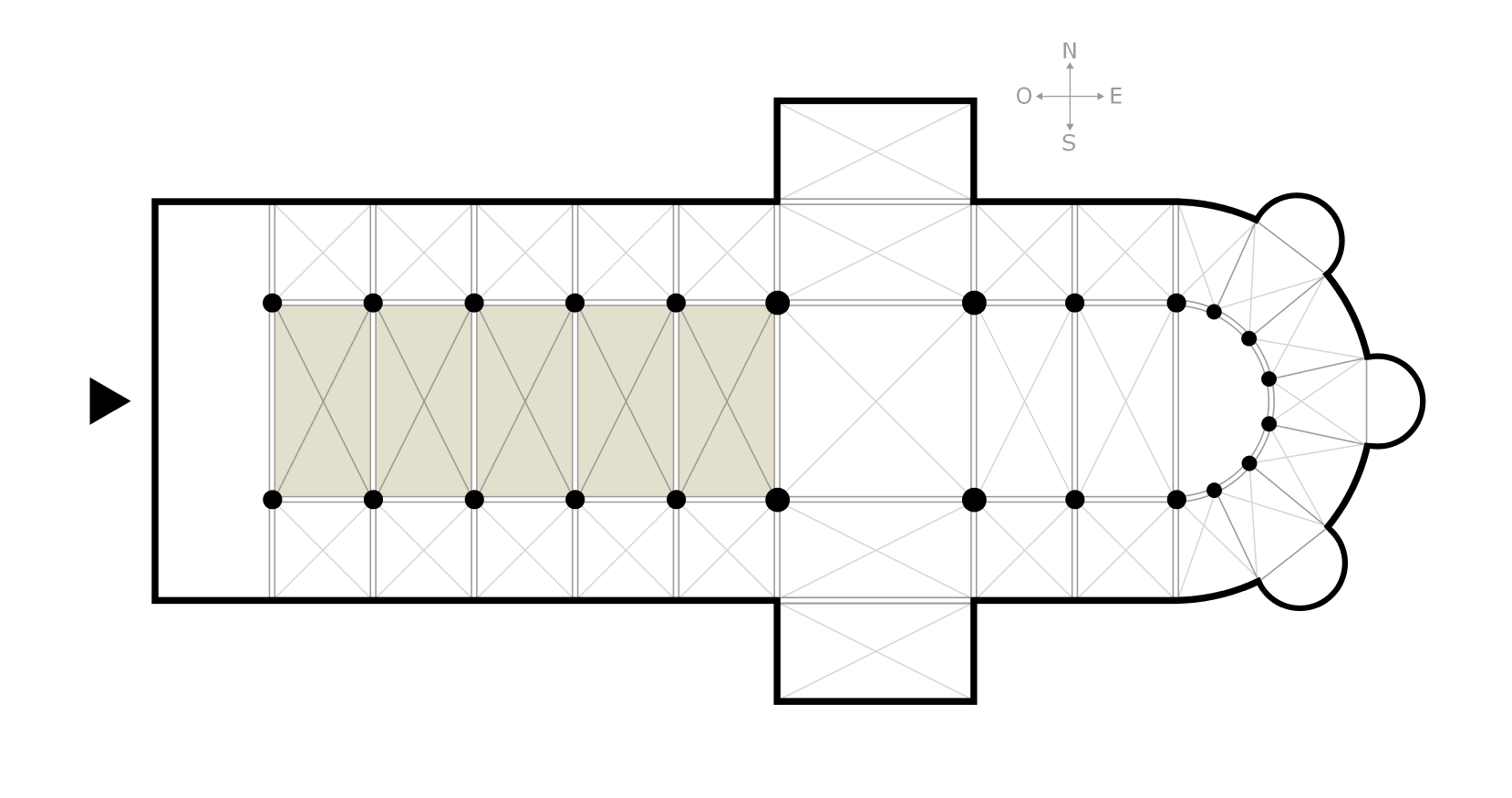
Schéma vícelodního kostela. Hnědě je vyznačena hlavní chrámová loď, po jejích stranách jsou lodě boční

Vícelodní kostel je kostel obsahující více než jednu loď. Jednotlivé lodi jsou zpravidla odděleny řadou sloupů či pilířů, tvořících arkádu.
Pokud je střední (hlavní) loď vyšší než boční lodě a v horní části stěny (nad arkádami) jsou prolomena okna, označuje se kostel jako bazilika a jedná se o tzv. bazilikální uspořádání. V tomto případě má termín bazilika odlišný význam v architektuře a v kanonickém právu. Pokud není hlavní loď vyšší o takový úsek zdiva, aby bylo možné (vzhledem k existenci krovů nad bočními loděmi) prolomit okna, hovoří se o nepravé bazilice či o pseudobazilice. Pokud jsou všechny lodě stejně vysoké, mluví se o síňovém či halovém uspořádání.
Podle počtu lodí se vícelodní kostely rozlišují na:
- dvojlodí – často halové dvoulodí nebo klášterní kostel, kde místo jedné boční lodi zaujala křížová chodba
- trojlodí – nejčastěji klasické symetrické uspořádání vycházející z antické baziliky, případně halové trojlodí
- čtyřlodí – méně obvyklý případ, například kostel sv. Haštala v Praze
- pětilodí, vzácněji i sedmilodí – monumentálnější varianta trojlodního bazilikálního uspořádání